# Traces (tijdschrift)
Traces is een Engelstalig internationaal tijdschrift van de rooms-katholieke beweging Gemeenschap en Bevrijding. Het bevat achtergronden en opinieartikelen over de samenleving, de cultuur en het kerkelijk leven. De hoofdredactie is gevestigd in Milaan. Het tijdschrift is toegankelijk via internet.

## Geschiedenis
Traces begon in 1974 in het Italiaans als CL, de afkorting van Comunione e Liberazione (Gemeenschap en Bevrijding) en ging in 1977 verder als Litterae Communionis. In 1993 ontstaat de naam Tracce. In januari 1999 werd de eerste uitgave van Traces in het Engels gepubliceerd. Traces werd maandelijks in 11 talen gedrukt en gepubliceerd. De eerste anderstalige versie komt in 1997 in het Spaans uit, vanaf 2000 in het Russisch en het Frans, in 2002 in het Duits, sinds 2003 in het Pools en het Portugees. In 2003 werd tijdens de internationale Meeting in Rimini de verspreiding in de wereld besproken, met name in Zuid-Amerika en Rusland. De Engelstalige versie van het tijdschrift verscheen tot 2014 in druk en werd in tientallen landen verspreid, waaronder België en Nederland. Vanaf mei 2014 wordt het als open access via internet gepubliceerd. Vanaf mei 2018 is het tijdschrift meer gericht op achtergrondartikelen en een thematische aanpak.

## Uitgaven
Het tijdschrift wordt ook gedrukt in het Italiaans, Spaans en Portugees. Deze publicaties zijn ook buiten die landen verkrijgbaar. De Italiaanse gedrukte uitgave heeft een oplage van 47.400 exemplaren. In Italië is Tracce het tweede katholieke maandblad qua oplage en verspreiding. De Duitse en Franse en Poolse versie zijn ook online beschikbaar. Ook in Nederland worden gedrukte exemplaren verspreid. Het tijdschrift verschijnt elf keer per jaar.

## Onderzoek
Traces werd gebruikt als onderzoeksbron voor de wetenschappelijke analyse van de relatie tussen de politieke structuren en religieuze bewegingen, in het bijzonder CL. De Spaanse editie vormt een bron in sociologisch onderzoek naar de organisatie van CL in Zuid-Amerika.

## Traces en Nederland(ers)
In de jaren 90 zijn verschillende artikelen van Luigi Giussani uit de voorloper van Traces, Litterae Communionis, in het Nederlands vertaald.
In de Italiaanstalige uitgaven uit 1996 en 1999 wordt kardinaal Simonis enkele keren genoemd als deelnemer aan de internationale bijeenkomsten van van Gemeenschap en Bevrijding in La Thuile in die jaren. Verder wordt in een publicatie uit 2001 het ontstaan van Gemeenschap en Bevrijding in Nederland geschetst. In 2018 verschijnt een artikel over het leven in de Tilburgse studentenparochie Maranatha.